# Harmony Kendall
Pour les articles homonymes, voir Harmony.
Harmony Kendall est un personnage des séries télévisées Buffy contre les vampires et Angel interprété par Mercedes McNab et doublé en version française par Valérie Siclay. Elle représente une fille maniérée et victime de la mode transformée par la suite en vampire. En 2010, le magazine SFX la classe à la 31e place de son Top 50 des vampires au cinéma et à la télévision.

## Apparitions

### DansBuffy contre les vampires
Harmony est une fille originaire de Sunnydale. C'est une des meilleures amies de Cordelia durant la saison 1. Elle est d'ailleurs blessée par la fille invisible qui s'attaque à Cordelia (Portée disparue). Mais cette amitié est mise à l'épreuve quand la relation amoureuse de Cordelia avec Alex Harris devient publique et qu'Harmony rejette Cordelia (Un charme déroutant). Durant la saison 3, elle humilie Cordelia quand celle-ci, après avoir rompu avec Alex, veut renouer avec son ancien cercle d'amies (épisode Meilleurs Vœux de Cordelia), puis elle se fait mordre par un vampire à la fin du dernier épisode de la saison (la Cérémonie, partie 2). 
Elle réapparaît au début de la saison 4 (épisode Désillusions) lorsque, avec Spike, elle essaie de trouver le joyau d'Amarra. On apprend alors que, à la suite de sa morsure, elle a été transformée en vampire. Malgré sa transformation, elle a conservé son caractère superficiel. Sa relation avec Spike, basée essentiellement sur le sexe, ne dure toutefois pas longtemps.  
On la retrouve dès le début de la saison suivante (épisode Jalousies) ayant formé son propre gang avec des vampires qu'elle appelle ses mignons. Mais ce gang est rapidement détruit par Buffy et elle va alors chercher la protection de Spike, tous les deux reprenant du même coup leur liaison (Quand Spike s'en mêle). Elle quitte toutefois définitivement Sunnydale quand elle constate que Spike est amoureux de Buffy (la Déclaration).

### DansAngel
Après son départ de Sunnydale, elle gagne Los Angeles et apparaît brièvement dans la saison 2 d'Angel pour demander de l'aide à Cordelia (épisode Amie ou ennemie) à qui elle cache son état. Lorsqu'elle tente de lui en parler, Cordelia s'imagine qu'elle est lesbienne et le quiproquo va durer jusqu'à ce que Willow, appelée au téléphone, rétablisse la vérité. Harmony se fait ensuite enrôler par une secte de vampires, essaye de tuer les membres d'Angel Investigations et perd l'amitié de Cordelia, qui a l'occasion de la tuer mais l'épargne en raison de leur ancienne amitié. 
On la retrouve quelques années plus tard, lors de la saison 5, travaillant comme secrétaire chez Wolfram & Hart, et recrutée par Wesley en tant qu'assistante personnelle d'Angel, devenu PDG de la branche de Los Angeles de la firme. Angel accepte avec réticence de l'engager. Quand Spike rejoint le groupe, elle espère renouer une relation avec lui mais Spike, de son côté, l'ignore (à une exception près, quand il regagne sa forme corporelle dans l'épisode Destin, où il couche avec elle pour célébrer l'évènement). Harmony, toujours traitée avec la plus grande méfiance par Angel et ignorée par le reste de l'équipe, se sent alors rejetée de tous. Elle est toutefois un peu intégrée à l'équipe lorsqu'elle tue une autre vampire (épisode Harmony ne compte pas pour du beurre), et leur rend ainsi quelques services. Toutefois, elle trahit Angel dans le dernier épisode de la série (l'Ultime Combat) en révélant son plan à Marcus Hamilton et est renvoyée.

### Dans les comics
Harmony apparaît ensuite dans Buffy contre les vampires, Saison huit en tant que présentatrice d'une émission télévisée à laquelle participe également Clément. Elle élimine, un peu sans le faire exprès, une Tueuse venue l'attaquer sur son plateau ce qui contribue à dégrader l'image publique des Tueuses qui sont désormais vues comme des terroristes alors qu'Harmony est désormais considérée comme la porte-parole des droits des vampires.
Dans Angel & Faith, Harmony utilise sa notoriété pour créer des règles interdisant aux vampires de tuer les humains et de ne se nourrir sur eux qu'avec leur permission. Lorsqu'elle est victime d'un chantage, Angel et Faith l'aident à trouver le coupable pour éviter que les vampires ne respectent plus ces règles. Il s'avère que le maître-chanteur est Clément, qui est tombé amoureux d'elle et avait élaboré ce plan pour passer plus tard pour son sauveur. Quand Spike vient à Londres aider Angel et Faith, il couche une nouvelle fois avec Harmony.

## Caractérisation
Pour Lorna Jowett, Harmony sert d'élément comique en étant la fois un stéréotype (la blonde idiote) et un défi à un stéréotype (la femme vampire). Sa sexualité, que ce soit avec Spike ou avec Marcus Hamilton, s'inscrit dans un registre passif, à l'opposé de la domination de la femme vampire typique. Elle n'a aucune des qualités requises pour être un leader mais son narcissisme l'empêche dans le même temps d'être seulement une acolyte vampire typique. Harmony, en évoluant dans un registre comique à travers sa stupidité, rend ordinaire le fait d'être un vampire. En conclusion, le fait même qu'Angel la laisse vivre et lui fournisse même une recommandation après sa trahison est une dernière plaisanterie. Pour Janet Halfyard, c'est plus la sincérité que la malfaisance qui caractérise Harmony en tant que vampire. Elle n'a pas l'intelligence de paraître autrement qu'elle ne l'est et, bien que le téléspectateur sache qu'on ne peut pas lui faire confiance, il sait aussi qu'elle est dépourvue de duplicité et il lui est, à de nombreux niveaux, impossible de la détester, toutes les facettes de son personnage étant pleinement exploités dans la saison 5 d'Angel. Nikki Stafford compare son rôle dans la dernière saison d'Angel à celui d'Alex dans Buffy contre les vampires et notamment ses premières saisons. Elle se rend utile en s'occupant de petits détails mais ses efforts ne sont pas appréciés à leur juste valeur. Stafford met en parallèle l'épisode Harmony ne compte pas pour du beurre avec Le Zéro pointé, l'intrigue autour d'un personnage secondaire étant mise en avant alors que le personnage principal doit faire face à un problème important.